# Sverre Ingolf Haugli
Sverre Ingolf Haugli (* 23. April 1925 in Jevnaker; † 18. Oktober 1986 ebenda) war ein norwegischer Eisschnellläufer. Er ist der Großvater von Maren und Sverre Haugli.

## Karriere
Seinen ersten Erfolg bei einem internationalen Wettbewerb feierte Haugli mit dem Gewinn der Bronzemedaille bei der Mehrkampf-Europameisterschaft 1950 in Helsinki.
Bei den Olympischen Winterspielen 1952 in Oslo gewann Haugli über 5000 Meter ebenfalls die Bronzemedaille. Über die 10.000 Meter wurde er Sechster.
1956 in Cortina d’Ampezzo ging er nur über die 10.000 Meter an den Start und wurde Vierter.
Haugli wurde 1953 norwegischer Landesmeister im Mehrkampf.

## Persönliche Bestzeiten
| Strecke  | Zeit        | Datum            | Ort    |
| -------- | ----------- | ---------------- | ------ |
| 500 m    | 44,3 s      | 26. Februar 1950 | Gjøvik |
| 1000 m   | 1:28,4 min  | 2. Februar 1954  | Davos  |
| 1500 m   | 2:13,7 min  | 20. Januar 1956  | Davos  |
| 3000 m   | 4:47,0 min  | 5. März 1957     | Årnes  |
| 5000 m   | 8:12,5 min  | 11. Februar 1956 | Oslo   |
| 10.000 m | 16:40,2 min | 21. Januar 1956  | Davos  |